# Grand Prix Ameryki Formuły 1
Grand Prix Ameryki – wyścig Formuły 1, który miał odbyć się w czerwcu 2013, a następnie 2014 roku. Wyścig miał odbyć się na ulicznym torze Port Imperial Street Circuit o długości 5,149 km, zaprojektowanym przez Hermanna Tilke, biegnącym przez miejscowości Weehawken i West New York w New Jersey. Z przyczyn finansowych organizację wyścigu przełożono na 2015 rok.

## Historia
Na sezon 1983 planowano zorganizować wyścig Formuły 1 w metropolitalnym obszarze Nowego Jorku, w Meadowlands Sports Complex we Flushing Meadows lub Mitchel Field w Hempstead. Plany te nie doszły do skutku, ale w Meadowlands było organizowane Meadowlands Grand Prix serii CART.
W 2010 roku Bernie Ecclestone ogłosił plany organizacji wyścigu w Nowym Jorku z torem naprzeciwko Manhattanu w sezonie 2012. Plany te nie zostały jednak zrealizowane.
W sierpniu 2011 roku „The Wall Street Journal” doniósł o propozycji zbudowania ulicznego toru w Weehawken i West New York z zaznaczeniem, że Grand Prix w tej okolicy mogłoby się odbyć najwcześniej w 2013 roku. W październiku gazeta doprecyzowała, jakoby wyścig miał odbyć się w czerwcu 2013 roku. 25 października zostało oficjalnie potwierdzone, że od 2013 roku odbędzie się Grand Prix Ameryki na torze Port Imperial Street Circuit o długości 5,149 km.
Porozumienie Formula One Management i gubernatora stanu New Jersey gwarantowało organizację wyścigu w latach 2013–2022. Ustalono, że Grand Prix będzie nosiło nazwę Grand Prix Ameryki, jako że Grand Prix Stanów Zjednoczonych jest zarezerwowane dla imprezy na torze Circuit of the Americas; z tego powodu wyścig miał być organizowany w czerwcu, po Grand Prix Kanady, by nie kolidować z Grand Prix Stanów Zjednoczonych. 
W czerwcu 2012 roku Ecclestone wyraził zaniepokojenie postępem prac na torze, zaznaczając, że przy takim rozwoju sytuacji Grand Prix Ameryki prawdopodobnie nie odbędzie się w 2013 roku. W październiku 2012 ze względu na opóźnienia w przygotowaniach potwierdzono przeniesienie inauguracyjnego wyścigu na sezon 2014.
Promotor wyścigu zapewniał jednak, że Grand Prix odbędzie się w roku 2014. Eliminacja nie znalazła się we wstępnym kalendarzu na sezon 2014. Jednakże w późniejszym czasie runda została dodana do kalendarza. Ostateczna wersja kalendarza na 2014 rok nie uwzględniła jednak tej eliminacji, co oznacza, że nie odbędzie się ona w sezonie 2014. Według promotora wyścigu, Leo Hindery'ego, przyczyną przełożenia jego organizacji były problemy finansowe. Mimo to Bernie Ecclestone wyraził pewność, że Grand Prix Ameryki będzie zorganizowane w sezonie 2015 Formuły 1.
Grand Prix nie znalazło się jednak w ogłoszonym we wrześniu 2014 prowizorycznym kalendarzu na sezon 2015.